# Міжнародний аеропорт Дейтон
Міжнародний аеропорт Дейтон (IATA: DAY, ICAO: KDAY, FAA ідент. місц.: DAY) — міжнародний аеропорт, що знаходиться за 10 миль на північ від центру Дейтона, в окрузі Монтгомері (штат Огайо, США). Аеропорт знаходиться в ексклаві міста Дейтон, який не прилягає до решти міста. Аеропорт є базовим для авіаперевізників American Eagle і PSA Airlines.
Sources: FAA, airport website, ACI